# Département de Grand-Bassam
Le département de Grand-Bassam est un département de Côte d'Ivoire. 